# Claudio Carafoli
Claudio Carafoli (Serravalle a Po, 13 novembre 1941 – Roma, 26 febbraio 2022) è stato un attore teatrale e regista teatrale italiano.

## Biografia
Debuttò come protagonista di alcuni spettacoli diretti da Giancarlo Sepe: Finale di partita, Fando e Lis, Woyzeck. Al Teatro della Maddalena diretto da Dacia Maraini interpretò Nonostante Gramsci di Adele Cambria.
Affrontò un genere “leggero” con Piccole donne: un musical e Il fantasma dell'opera al Teatro Sistina di Roma con Cristina Noci e Anna Marchesini, per la regia di Tonino Pulci.
La sua carriera proseguì come autore e regista con alcuni spettacoli prodotti dal Teatro Eliseo di Roma: Le impiegate, Mais e poi mais, Kessy canta.
Girò alcuni cortometraggi in 35 mm con attori come Fabio Ferrari, Cinzia Leone, Luca Zingaretti e Monica Scattini, in alcuni dei suoi corti fecero il loro esordio Valerio Mastandrea ed Edoardo Pesce.

## Teatro

### Attore
- Ubu roi (1972) di Alfred Jarry, regia di Giancarlo Sepe
- Colloquio dei tre viandanti (1973) di Peter Weiss, regia di Giancarlo Sepe
- Finale di partita (1973) di Samuel Beckett, regia di Giancarlo Sepe
- Fando e Lis (1974) di Fernando Arrabal, regia di Giancarlo Sepe
- Venere di Dacia Maraini (Teatro La Comunità 1974)
- Nonostante Gramsci (1975) di Adele Cambria, regia collettiva del gruppo Teatro La Maddalena
- Woyzeck (1976) di George Buchner, regia di Giancarlo Sepe
- L'isola dei morti (1977) di Fabio Doplicher, regia di Giancarlo Nanni
- Piccole donne: un musical (1978) di Paola Pascolini, regia di Tonino Pulci
- Il fantasma dell'opera (Teatro Sistina, Roma 1980) di Paola Pascolini, Tonino Pulci, Stefano Marcucci, regia di Tonino Pulci

### Autore e regista
- Mais e poi Mais (Teatro Piccolo Eliseo, Roma 1988)
- Angeli sotto la luna (Teatro delle Arti, Roma 1989)
- Duina Bal (Teatro Salla Umberto, Roma 1990)
- Kessy canta (Teatro Piccolo Eliseo, Roma 1991)
- Le impiegate (Piccolo Eliseo, Roma 1987)
- Un uomo a pezzi (Teatro dell'Orologio, Roma 2001)
- Quartetto per Viola (Teatro Petrolini, Roma 2001)
- Desiderio (Teatro Spazio Uno, Roma 2000)
- Lezione da Tiffany (Teatro dell'Orologio, Roma 2007)
- Sopra la panca (Estate Romana, 2011)
- Carafollia (Estate Romana, 2012)

## Filmografia

### Cortometraggi
- Limite valicabile (1992)
- Margherita (1993)
- Korto (1994)
- Quando si fa buio (1994)
- Donnissima (1997)
- I Tre Quarti (1998) videoclip su musiche di Jean Hugues Roland
- Rosso di sera (1999
- La tartaruga (2000)
- Francesco per sempre (2006)
- Con la testa fra le nuvole (2008)
- Mamma non m'ama (2009)